# Resolució 2275 del Consell de Seguretat de les Nacions Unides
La Resolució 2275 del Consell de Seguretat de les Nacions Unides fou adoptada per unanimitat el 24 de març de 2016. El Consell va ampliar la Missió d'Assistència de les Nacions Unides a Somàlia (UNSOM) durant un any fins al 31 de març de 2017.

## Contingut
L'exèrcit somali va lluitar juntament amb la missió AMISOM de la Unió Africana contra el grup terrorista Al-Xabab. Els països que participaven en AMISOM van celebrar una cimera al febrer de 2016 i van decidir millorar la coordinació de l'operació.
El govern i els estats de Somàlia també van acceptar com se celebrarien les eleccions d'agost de 2016. Com que la celebració d'eleccions a tot el país era impossible, els nous líders serien elegits pels diputats. La intenció era poder celebrar eleccions amb sufragi universal per al 2020.
El mandat de la UNSOM, que acompanya al govern federal de Somàlia en el procés de pau i el desenvolupament del govern i dels serveis de seguretat, es va ampliar fins al 31 de març de 2017. La missió també estava representada a les capitals de les autoritats regionals "temporals" per tal de per treballar per ells en la federació que Somàlia hauria de constituir d'acord amb la constitució temporal de 2012.